# Кендалвил (Индијана)
Кендалвил (енгл. Kendallville) град је у америчкој савезној држави Индијана.

## Демографија
По попису из 2010. године број становника је 9.862, што је 246 (2,6%) становника више него 2000. године.
| Група             | 2000.         | 2010.         |
| Белци             | 9.156 (95,2%) | 9.090 (92,2%) |
| Афроамериканци    | 24 (0,2%)     | 51 (0,5%)     |
| Азијати           | 57 (0,6%)     | 54 (0,5%)     |
| Хиспаноамериканци | 304 (3,2%)    | 507 (5,1%)    |
| Укупно            | 9.616         | 9.862         |